# Бадэн, Адольф
Адольф Бадэн (Баден, фр. Adolphe Badin; 1831—1898) — французский журналист, публицист и писатель.
Писал преимущественно приключенческие романы для взрослых и детей.
Его перу принадлежат также биографии великих путешественников и неординарных личностей, посвятивших свою жизнь родине и благородной миссии.
В 1875 г. Бадэн написал биографию французского военного и пирата Жана Бара.
Он также написал роман-биографию иезуита и просветителя Жан-Батиста Бланшара, Адольф Бадэн проявлял активное участие в творческой жизни Франции. Его очерк о жизни знаменитой женщины-интеллектуалки Жюльетты Ламбер, созданный в стиле литературного портрета, стал источником сведений для историков и биографов писательницы.
Издания: «Маленькие путешественники» А. Бадэн, Москва, 2011 г., изд-во. «ЭНАС-Книга»